# Lý Thi Hoa
Lý Thi Hoa (tiếng Anh: Selena Lee Sze Wah, sinh ngày 12 tháng 2 năm 1981), nghệ danh trước đây là Lý Thi Vận, là một nữ diễn viên kiêm ca sĩ người Canada gốc Hồng Kông. Cô từng là diễn viên độc quyền của đài truyền hình TVB.

## Tiểu sử
Lý Thi Hoa xuất thân trong một gia đình giàu có tại Hồng Kông. Cha của cô là Lý Quang Huy, ông chủ của Công ty trách nhiệm hữu hạn Thiết bị điện tử gia dụng Nhã Đạt (雅達家電有限公司) - một công ty điện tử nổi tiếng.
Năm 1988, Lý Thi Hoa cùng gia đình di dân đến Toronto, Canada. Cô sống ở Canada với mẹ và anh trai trong khi cha cô vẫn làm việc tại Hồng Kông trong một thời gian dài. Sau đó, cha mẹ cô li dị và cha cô tái hôn. Lý Thi Hoa có một người em cùng cha khác mẹ. Cô chỉ có thể trở về Hồng Kông để thăm cha trong kỳ nghỉ hè và gặp nhau mỗi năm một lần.
Cuối năm 2004, công ty của cha cô nợ một khoản tiền rất lớn và buộc phải phá sản. Thời điểm này cuộc sống của Lý Thi Hoa bị ảnh hưởng rất nghiêm trọng, cô cùng với các anh em chăm sóc bố mẹ và gia đình.
Sau khi tốt nghiệp trung học, Lý Thi Hoa theo học ngành kế toán tại Đại học Toronto, tại đây cô từng là Phó chủ tịch hội sinh viên nghiên cứu Kinh doanh. Năm 2001, cô lấy bằng Cử nhân Thương mại Kinh doanh.
Lý Thi Hoa là thành viên của Hồ thuyết bát đạo hội (Hội bà tám) - một trong những hội chị em thân thiết nhất TVB. Thành viên của nhóm này gồm có cô, Hồ Hạnh Nhi, Hồ Bội Úy, Hồ Định Hân, Huỳnh Trí Văn, Diêu Tử Linh. Cả sáu người đều có cùng sở thích và rất hiểu ý nhau, thường xuyên động viên, khích lệ nhau. Khi tham gia show thực tế Hồ thuyết bát đạo Kỳ nghỉ chân tình (The Sisterhood Traveling Gang), cô đã chia sẻ rằng vì biết bản thân không phải diễn viên giỏi nên luôn cố gắng phấn đấu thật nhiều. Dẫu rằng sự cố gắng cứ kéo dài mệt mỏi theo năm tháng nhưng bản thân vẫn sẽ không bỏ cuộc.
Cô còn là thành viên của nhóm Crazy Runner, nhóm này gồm sáu cô gái của Hồ thuyết bát đạo hội, cùng với Tạ Đông Mẫn, Viên Vỹ Hào, Trần Sơn Thông và Hồ Nặc Ngôn. Crazy Runner có một chương trình tài liệu về hành trình chạy bộ của các thành viên có tên là Cùng nhau chạy qua ngày "(Shall We Run)".
Vào năm 2015, Lý Thi Hoa thông báo trên các trang mạng xã hội của mình rằng cô đã quyết định đổi tên nghệ danh tiếng Hoa từ Lý Thi Vận trở lại tên khai sinh, Lý Thi Hoa, để tưởng nhớ người bà vừa qua đời của cô.

## Sự nghiệp
Năm 2003, Lý Thi Hoa trở về Hồng Kông với nghệ danh Lý Thi Vận. Cô tham gia cuộc thi Hoa hậu Hồng Kông năm 2003. Trong vòng bán kết, cô đã giành giải thưởng "Hoa hậu ảnh" (Miss Photogenic) và "Hoa hậu tài năng" (Miss Talent). Dù được giới truyền đánh giá là thí sinh có tiềm năng nằm trong top 3 nhưng Lý Thi Hoa chỉ dừng lại ở top 5 chung cuộc. Sau cuộc thi, cô kí hợp đồng với TVB và trở thành diễn viên của TVB dưới hợp đồng nghệ sĩ cơ bản.
Bộ phim truyền hình đầu tiên cô tham gia ở TVB là Đột phá cuối cùng (2004) với những diễn viên đàn anh, đàn chị như Trương Gia Huy, Lâm Phong, Quách Thiện Ni,... Từ diễn viên phụ, Lý Thi Hoa vượt lên tuyến 2 với vai diễn nổi bật như bà chủ quán trọ Yên Dạ Lai trong phim Bố y thần tướng (2005). Thành công của nhân vật Tâm Di trong phim Thuật tiên tri (2007) cũng đưa cô vào danh sách đề cử top 10 nữ diễn viên tiến bộ của nhà đài. Tuy nhiên, khoảng thời gian từ năm 2007 đến 2010, Lý Thi Hoa vẫn quẩn quanh với những vai diễn nhỏ. Có thể thấy, mặc dù tham gia nhiều phim hay cùng với các vai diễn từ chính đến phụ và được khán giả nhớ đến, song Lý Thi Hoa vẫn chưa có cơ hội tỏa sáng như đồng nghiệp mình. Lý Thi Hoa là hoa đán có lượng phim thấp nhất trong dàn diễn viên cùng thời điểm. Thậm chí có một khoảng thời gian, đàn chị Uông Minh Thuyên từng nghĩ cô không còn đóng phim nữa.
Năm 2017, Lý Thi Hoa giành giải Nữ diễn viên xuất sắc nhất tại Giải thưởng điện ảnh châu Âu (European Cinematography Awards) và Giải thưởng điện ảnh Los Angeles (Los Angeles Film Awards) cho vai diễn trong bộ phim ngắn của Mỹ"Once More".
Đầu năm 2019, Lý Thi Hoa tham gia bộ phim truyền hình tội phạm Canada Máu và nước, vai diễn này giúp cô được đề cử Nữ diễn viên phụ xuất sắc nhất tại Giải thưởng Màn ảnh Canada lần thứ 7.
Đầu tháng 4 năm 2019, Lý Thi Hoa xác nhận rời TVB sau 16 năm gắn bó và ký hợp đồng với công ty quản lý ở Bắc Mỹ để phát triển sự nghiệp sang Hollywood trong tháng 5 cùng năm.
Tháng 6 năm 2020, Lý Thi Hoa thông báo trên mạng xã hội rằng cô sẽ tham gia bộ phim Tòa nhà Kim Tiêu 2.
Tháng 1 năm 2021, cô trở lại Canada để quay phần thứ ba của loạt phim Canada còn dang dở "Blood and Water".
Ngày 8 tháng 2 năm 2021, Lý Thi Hoa thông báo trên mạng xã hội việc cô đã nhận lời cầu hôn của bạn trai ngoài ngành giải trí.

## Phim tham gia

### Phim điện ảnh
| Năm  | Tên phim                                   | Vai diễn               | Chú thích                    |
| ---- | ------------------------------------------ | ---------------------- | ---------------------------- |
| 2007 | Tình yêu là... Love Is...                  | Vivian                 | Vai chính                    |
| 2009 | Kẻ sát nhân Murderer                       | Hazel                  | Giọng nói (Tiếng Quảng Đông) |
| 2011 | Đơn thân nam nữ Don't Go Breaking My Heart | Người phụ nữ mang thai | Cameo                        |
| 2016 | Once More                                  | Selina                 | Vai chính                    |

### Phim truyền hình (TVB)
| Năm  | Tên phim | Vai diễn | Chú thích                  |
| ---- | --- | --- | -------------------------- |
| 2004 | Đột phá cuối cùng (Thiên nhai hiệp y) 天涯俠醫 The Last Breakthrough                                                  | Shirley Phương Tuyết Nhi 方雪兒 Fong Suet Yee                                                                                              | Vai phụ                    |
| 2005 | Bà nhà tôi / Người vợ thẩm phán 1 (Lão bà đại nhân) 老婆大人 Just Love                                                | Yoyo Lương Hân Hân 梁昕昕 Leung Yan Yan | Vai phụ                    |
| 2005 | Chuyện về chàng Vượng (A Vượng tân truyện) 阿旺新傳 Life Made Simple                                                  | Joanna Dương Uyển Quân 楊婉君 Yeung Yuen Kwan                                                                                              | Vai phụ                    |
| 2005 | Kung Fu Phật Sơn (Phật Sơn tán sư phụ) 佛山贊師父 Real Kung Fu                                                        | Phú Sát Hạo Nguyệt 富察·皓月 Fuchat Ho Yuet                                                                                                | Vai phụ                    |
| 2005 | Vua thảo dược (Bổn tạo dược vương) 本草藥王 The Herbalist's Manual                                                    | Ngô Mộ Dung 吳慕榕 Ng Mo Yung | Vai phụ                    |
| 2006 | Bố Y thần tướng 布衣神相 Face To Fate                                                                                 | Yên Dạ Lai 嫣夜來 Yin Ye Loi | Vai phụ                    |
| 2006 | Trên cả tình yêu (Phì điền hỉ sự) 肥田囍事 To Grow with Love                                                          | Maggie Quách Bảo Lạc 郭寶樂 Kwok Bo Lok | Vai phụ                    |
| 2007 | Thuật tiên tri (Tiên tri toán) 天機算 A Change of Destiny                                                             | Tâm Di 心怡 Sum Yi | Vai phụ                    |
| 2007 | Cảnh sát mới ra trường / Cảnh sát (Học cảnh xuất canh) 學警出更 On the First Beat                                     | Diệp Linh Phượng 葉玲鳳 Yip Ling Fung | Vai phụ                    |
| 2007 | Quy luật sống còn 2 (Luật chính tân nhân vương II) 律政新人王II Survivor's Law II                                     | Trịnh Thể Ngọc 鄭彩玉 Cheng Choi Yuk | Vai phụ                    |
| 2008 | Hạnh phúc ảo (Tối mĩ lệ đích đệ thất thiên) 最美麗的第七天 The Seventh Day                                            | Miko Nguyễn Tịnh 阮靜 Yuen Ching | Vai phụ                    |
| 2008 | Hồng ân Thái cực quyền (Thái cực) 太極 The Master of Tai Chi                                                          | Ngôn Thúy Kiều 言翠翹 Yin Chui Kiu | Vai phụ                    |
| 2008 | Bằng chứng thép II (Pháp chứng tiên phong II) 法證先鋒II Forensics Heroes II                                          | Cat Lý Kiều 李 蕎 Lee Kiu | Vai phụ                    |
| 2008 | Thiếu niên tứ đại danh bổ 四少年四大名捕 The Four                                                                     | Lam Nhược Phi 藍若飛 Lam Yeuk Fei | Vai phụ                    |
| 2008 | Quyền lực của đồng tiền (Đông Sơn phiêu vũ tây quan tình) 東山飄雨西關晴 When Easterly Showers Fall on the Sunny West | Phương Bảo Kỳ 方寶琦 Fong Bo Kei | Vai phụ                    |
| 2009 | Bà nhà tôi 2 / Người vợ thẩm phán 2 (Lão bà đại nhân II) 老婆大人II Just Love II                                      | Yoyo Lương Hân Hân 梁昕昕 Leung Yan Yan | Vai phụ                    |
| 2009 | Cung tâm kế 宮心計 Beyond the Realm of Conscience                                                                     | Vạn Bảo Hiền / Hiền Phi 萬寶賢 / 賢妃 Man Bo Yin / Yin Fei                                                                                 | Vai phụ                    |
| 2010 | Thiết mã tầm kiều 鐵馬尋橋 A Fistful of Stances                                                                       | Angel Vinh Chỉ Tình 榮芷晴 Wing Tze Ching                                                                                                  | Vai phụ                    |
| 2010 | Công chúa giá đáo 公主嫁到 Can't Buy Me Love                                                                          | Nguyễn Tiểu Ngọc 阮小玉 Yuen Siu Yuk | Vai phụ                    |
| 2011 | Đại nội thị vệ (Tử cấm kinh lôi) 紫禁驚雷 The Life and Times of a Sentinel                                            | Trác Tử Ngưng / Ái Tân Giác La Đoan Mẫn 卓紫凝 / 愛新覺羅·端敏 Cheuk Chi Ying / Duen Man Gaak Gaak                                         | Vai chính                  |
| 2012 | Hoán lạc vô cùng 換樂無窮 Wish and Switch                                                                             | Hailey Hầu Nhược Hải 侯若海 Hou Yuek Hoi                                                                                                   | Nữ tuyến 2                 |
| 2012 | Sàn đấu cuộc đời (Quyền vương) 拳王 Gloves Come Off                                                                   | Donna Tề Bách Huy 齊柏暉 Chai Pak Fai | Vai chính                  |
| 2012 | Đại thái giám 大太監 The Confidant                                                                                    | Tác Xước Lạc Uyển (Uyển Thái Phi) 索綽絡·婉 (婉太嬪) Sok Coek Lok Yuen                                                                     | Khách mời đặc biệt (tập 5) |
| 2013 | Bãi biển tình yêu (Tình việt hải ngạn tuyến) 情越海岸線 Slow Boat Home                                                | Heidi Quách Hy Văn 郭希雯 Kwok Hei Man | Nữ tuyến 2                 |
| 2013 | Quý ông thời đại (Thục nam hữu hoặc) 熟男有惑 Awfully Lawful                                                          | Elsa Chung Lệ Sa 鍾麗莎 Chung Lai Sa | Nữ tuyến 2                 |
| 2014 | Hàn sơn tiềm long 寒山潛龍 Ghost Dragon of Cold Mountain                                                              | Đào Hoa / Ân Mi Nương 桃花 / 殷媚娘 To Fa / Yan Mei Neung                                                                                  | Vai chính                  |
| 2015 | Thiên địa phong vân (Phong vân thiên địa) 風雲天地 Master of Destiny                                                  | Quan Nhược Nam (thời trẻ) 關若男 Kwan Yeuk Nam                                                                                             | Khách mời đặc biệt         |
| 2015 | Nô lệ nhà ở (Lâu nô) 樓奴 Brick Slaves                                                                                | Thái Kiên Tinh (Chị Kiên) 蔡堅菁 (堅姐) Choi Kin Ching                                                                                     | Vai chính                  |
| 2016 | Định mệnh (Thuần thục ý ngoại) 純熟意外 Presumed Accidents                                                            | Faye Lăng Nhược Phi / Trang Dĩnh Nhi / Nguyệt Nha công chúa 凌若菲 / 莊穎兒 / 月牙公主 Ling Yeuk Fei / Chong Wing Yee / Yuet Ngai Gung Zyu | Khách mời đặc biệt         |
| 2018 | Thiên mệnh 天命 Succession War                                                                                        | Nữu Cô Lộc Lý Hoà Duệ (Hoàng Quý Phi) 孝和睿皇后 (皇貴妃)                                                                                  | Vai chính                  |
| 2019 | Tay bịp Hollywood (Hà Lí Hoạt hữu cá đại lão thiên) 荷里活有個大老千 I Bet Your Pardon                                | Marilyn Mã Lợi Liên 瑪利蓮 Ma Lei Lin | Nữ tuyến 2                 |
| 2019 | Tòa nhà Kim Tiêu (Kim Tiêu đại hạ) 金宵大廈 Barrack O'Karma                                                           | Alex Chương Vỹ / Coco Dương Ngọc Hoa 章瑋 / 楊玉華 Cheung Wai / Yeung Yuk Wah                                                              | Vai chính                  |
| 2020 | Bằng chứng thép IV (Pháp chứng tiên phong IV) 法證先鋒IV Forensics Heroes IV                                          | Dr. Man Văn Gia Hy 聞家希 Man Ka Hei | Vai chính                  |
| 2022 | Tòa nhà Kim Tiêu 2 (Kim Tiêu đại hạ 2) 金宵大廈2 Barrack O'Karma 2                                                    | Ella | Vai chính                  |
| 2023 | Nữ hoàng tin tức 新聞女王 The Queen of news                                                                           | Truơng Gia Nghiên | Vai chính                  |

### Phim truyền hình (khác)
| Năm         | Tên phim                                    | Vai diễn       | Chú thích                            |
| ----------- | ------------------------------------------- | -------------- | ------------------------------------ |
| 2013 - 2014 | Spouse for House                            | Jessica Tan    | Vai chính Kênh Channel 5 (Singapore) |
| 2015        | Spouse for House 2                          | Jessica Tan    | Vai chính Kênh Channel 5 (Singapore) |
| 2018        | Máu và nước Phần 2 Blood and Water Season 2 | Michelle Chang | Vai phụ Phim Canada                  |
| 2021        | Máu và nước Phần 3 Blood and Water Season 3 | Michelle Chang | Vai chính Phim Canada / Mỹ           |

## Chương trình truyền hình và tiết mục giải trí
| Năm  | Tên chương trinh | Chú thích |
| ---- | --- | --- |
| 2005 | Du lịch Vĩnh An đặc biệt: Thần núi 永安旅遊 特約：神山                                                                                        | |
| 2006 | Cuộc thi ai béo hơn 肥仔肥女競選大賽 | Dẫn chương trình |
| 2006 | 15/16 | Khách mời Cùng với Huỳnh Trường Phát, Trần Chí Kiện |
| 2007 | Bánh trung thu Mĩ Tâm ưu đãi đặc biệt 美心冰皮月餅特約：美心冰皮美味日誌                                                                      | |
| 2007 | Ngân hàng đặc biệt Đông Á: Giấc mơ giàu có trở thành sự thật 東亞銀行特約：創富夢成真                                                         | |
| 2008 | Phần 6 Living Up 更上一層樓 | Dẫn chương trình Cùng với Dương Tranh, Dương Tuyết Cần |
| 2008 | Chuyến bay đặc biệt của TurboJET: Toàn tâm ra khơi vì Ma Cao TurboJET噴射飛航特約：全情為澳門啟航                                             | |
| 2008 | Phạm hậu cảm 范後感 Fan and Kam | Khách mời ngày 18 tháng 10 Cùng với Lâm Phong, Ngô Trác Hi, Từ Tử San, Mã Quốc Minh |
| 2008 | 三個女人一個墟 Lady's Talk | Cùng với Lý Á Nam, Tào Mẫn Lợi |
| 2009 | Nhĩ phân cao hạ tập 15 - 16 耳分高下 Boom Boom Ba                                                                                             | Khách mời Cùng với Tạ Thiên Hoa, Huỳnh Tông Trạch, Từ Tử San |
| 2009 | Tài trí đạt nhân tập 4 財智達人 Outsmart | Khách mời Cùng với Trần Kiện Phong, Hồ Định Hân, Lý Long Cơ |
| 2010 | Phần 3 Enoch's Footprint 以諾遊蹤：保羅勇闖高峰之旅                                                                                           | Dẫn chương trình Cùng với Lâm Dĩ Nặc, Hà Cơ Hựu, Liêu Văn San, La Chí Cường |
| 2010 | Dễ dàng chạm đến sức khỏe 屈臣氏特約：健康Easy Touch                                                                                          | |
| 2010 | 20 năm Luật Cơ bản Hồng Kông 基本法情繫香港二十年                                                                                             | |
| 2010 | Thuyên gia Phúc Lộc Thọ tập 6 荃加福祿壽 Fun with Liza and Gods                                                                               | Khách mời Cùng với Tưởng Gia Mân, Hà Vận Thi, Lý Ỷ Văn, Khương Văn Kiệt |
| 2010 | Chưởng Môn Nhân mùa 9 tập 20 超級遊戲獎門人 Super Trio Game Master                                                                            | Khách mời Cùng với các diễn viên phim Công chúa giá đáo: Xa Thi Mạn, Trần Hào, Mã Quốc Minh, Huỳnh Hạo Nhiên, Lý Hương Cầm, Nguyễn Triệu Tường, Tạ Tuyết Tâm, Lý Quốc Lân, Tiêu Chính Nam, Diêu Tử Linh, Trần Tự Dao, Lý Tư Hân |
| 2011 | Phần 5 Enoch's Footprint 以諾遊蹤：德國改革與轉化                                                                                             | Cùng với Lâm Dĩ Nặc, Hà Cơ Hựu, Câu Vân Tuệ, Từ Thiếu Hoa |
| 2014 | Kỷ niệm 15 năm trao trả Ma Cao Diễu hành giao hưởng La Tinh 慶祝澳門回歸祖國十五周年 拉丁城區幻彩大巡遊                                       | Cùng với Chu Thiên Tuyết, Trần Trí Sâm |
| 2015 | Lựa chọn 1 phút cực mạnh tập 12 超強選擇1分鐘 The Million Dollar Minute                                                                       | Khách mời Cùng với Vương Hạo Tín, Mạch Trường Thanh, Mạch Mĩ Ân, Vũ Kiều |
| 2016 | Three Hungry Sisters 為食3姊妹 | Dẫn chương trình Cùng với Cao Hải Ninh, Hồ Bội Úy |
| 2016 | Ngôi sao đến thăm Toronto Canada 星星探親團加拿大多倫多篇 A Starry Home Coming                                                                | Dẫn chương trình |
| 2016 | Thưởng thức rượu toàn thế giới 酒遍全世界 In Vino Veritas                                                                                     | Dẫn chương trình cùng với Nhà phê bình rượu nổi tiếng Lý Chí Diên |
| 2017 | Hồ thuyết bát đạo Kỳ nghỉ chân tình 胡說八道真情假期 The Sisterhood Traveling Gang                                                            | Dẫn chương trình tập 1 - 6 Cùng với Huỳnh Trí Văn, Hồ Hạnh Nhi, Hồ Bội Úy, Hồ Định Hân, Diêu Tử Linh |
| 2017 | Cùng nhau chạy qua ngày tập 1 一起跑過的日子' Shall We Run Shall We Run - 一起跑過的日子 Lưu trữ ngày 18 tháng 8 năm 2019 tại Wayback Machine | Dẫn chương trình Cùng với Trần Sơn Thông, Hồ Nặc Ngôn, Diêu Tử Linh |
| 2017 | Thời đại làm công siêu cấp (Sức khoẻ siêu cấp 3: Mộng ngôi sao thành sự thật) 星級健康4之Go Green碳世界 Wellness On The Go                    | Dẫn chương trình tập 1 Cùng với Viên Vỹ Hào, Vương Quân Hinh, Trương Chấn Lãng |
| 2017 | Thời đại làm công siêu cấp (Sức khoẻ siêu cấp 3: Mộng ngôi sao thành sự thật) 星級健康4之Go Green碳世界 Wellness On The Go                    | Dẫn chương trình tập 4 Cùng với Cung Gia Hân, Lê Nặc Ý, Lưu Bội Nguyệt, Viên Vỹ Hào, Diêu Tử Linh, Vương Quân Hinh, Trương Chấn Lãng                                                                                            |
| 2017 | Diễu hành lễ hội mùa xuân Hồng Kông: Đêm biểu diễn quốc tế năm mới Cathay Pacific 2017香港新春花車巡遊: 2017國泰航空新春國際匯演之夜          | |
| 2018 | Hoa hậu Hồng Kông lần thứ 46 2018年度香港小姐競選 (最上鏡小姐評判) Miss Hong Kong 2018                                                        | Giám khảo Hoa hậu ảnh Cùng với Trần Khải Lâm, Điền Nhụy Ni, Lê Nặc Ý |
| 2018 | Đầu bếp mĩ nữ mùa 3 tập 3 美女廚房 (第三輯) Cooking Beauties                                                                                  | Khác mời Cùng với Vương Mẫn Dịch, Hồ Định Hân |
| 2018 | Triển lãm TVB 50+1 tái xuất phát 2019 TVB 50+1再出發節目巡禮2019 TVB Sales Presentation 2019                                                  | Khách mời biểu diễn |
| 2019 | Mua vui cho mọi người (Ngu lạc đại gia) 娛樂大家 Liza's Online                                                                                | Khách mời mùa 1 tập 4 Cùng với Trần Bối Nhi, Tạ Đông Mẫn, Ngô Hạnh Mĩ, Huỳnh Trí Văn, Hồ Định Hân, Hồ Bội Úy |
| 2019 | VIP hôm nay 今日VIP The Green Room | Khách mời ngày 23 tháng 9 (tập 189) |
| 2020 | Mua vui cho mọi người 10 giờ rưỡi (Ngu lạc đại gia thập điểm bán) 娛樂大家10點半 Liza's Online                                                | Khách mời mùa 2 tập 6 Cùng với Hải Tuấn Kiệt |
| 2020 | Lưu hành kinh điển 50 năm 流行經典50年 Cantopop At 50                                                                                         | Khách mời Cùng với Hải Tuấn Kiệt, Đàm Tuấn Ngạn, Trần Vỹ, Huỳnh Hạo Nhiên, Thang Lạc Văn, Chu Hối Lâm, Hồ Bội, Dương Liễu Thanh, Trương Tử Phong, Huỳnh Diệu Hoàng, Lâm Tử Siêu, Lý Long Cơ                                     |

## Quảng cáo
| Năm  | Tên quảng cáo                 | Chú thích |
| ---- | ----------------------------- | --- |
| 2010 | Vaseline Skin Care            | https://www.youtube.com/watch?v=uOZNxsixUoo https://www.youtube.com/watch?v=BkxUHy57M94 https://www.youtube.com/watch?v=5sUy1nDvK44 |
| 2011 | Vaseline Skin Care -Aloe Vera | https://www.youtube.com/watch?v=vgfznK0XAv8                                                                                         |
| 2019 | AXA Insurance                 | https://www.youtube.com/watch?v=02tbmg22G_A                                                                                         |

## Âm nhạc
| Năm  | Tên bài hát                               | Chú thích                                                 |
| ---- | ----------------------------------------- | --------------------------------------------------------- |
| 2006 | Dưới núi Phú Sĩ 富士山下 Under Mount Fuji | Tham gia diễn xuất trong MV Cùng với Trần Dịch Tấn        |
| 2006 | Nha nhẫn 啞忍 Ya Ren (OT: Ma Ma de Hua)   | Tham gia diễn xuất Cùng với Trần Tiểu Xuân                |
| 2008 | Thiên sứ lùn B 天使低低B Sing A Song      | Tham gia diễn xuất trong MV Cùng với Vương Tổ Lam         |
| 2020 | Hai lần duyên 二次緣 Second Love          | Hát và tham gia diễn xuất trong MV Cùng với Hải Tuấn Kiệt |

## Để cử và giải thưởng
| Năm  | Giải thưởng                                                   | Hạng mục                                                  | Phim                                                                                                 | Vai diễn                                                                                  | Kết quả   |
| ---- | ------------------------------------------------------------- | --------------------------------------------------------- | --- | ----------------------------------------------------------------------------------------- | --------- |
| 2003 | Hoa hậu Hồng Kông                                             | Hoa hậu ảnh Miss Photogenic                               | — | —                                                                                         | Đoạt giải |
| 2003 | Hoa hậu Hồng Kông                                             | Hoa hậu tài năng Miss Talent                              | — | —                                                                                         | Đoạt giải |
| 2004 | Chik Chak TV Awards                                           |                                                           | |                                                                                           | Top 5     |
| 2005 | Giải thưởng thường niên TVB                                   | Nữ diễn viên tiến bộ nhất                                 | Kung Fu Phật Sơn                                                                                     | Phú Sát Hạo Nguyệt                                                                        | Đề cử     |
| 2005 | Giải thưởng thường niên TVB                                   | Nữ diễn viên phụ xuất sắc nhất                            | Kung Fu Phật Sơn                                                                                     | Phú Sát Hạo Nguyệt                                                                        | Top 10    |
| 2006 | Giải thưởng thường niên TVB                                   | Nữ diễn viên phụ xuất sắc nhất                            | Trên cả tình yêu                                                                                     | Quách Bảo Lạc                                                                             | Đề cử     |
| 2006 | Giải thưởng thường niên TVB                                   | Nữ diễn viên tiến bộ nhất                                 | Vua thảo dược Trên cả tình yêu                                                                       | —                                                                                         | Top 5     |
| 2006 | Next Magazine TV Awards                                       | Nữ diễn viên mới xuất sắc nhất                            | |                                                                                           | Top 15    |
| 2007 | Giải thưởng thường niên TVB                                   | Nữ diễn viên tiến bộ nhất                                 | Thuật tiên tri                                                                                       | Tâm Di                                                                                    | Đề cử     |
| 2008 | Giải thưởng thường niên TVB                                   | Nữ diễn viên tiến bộ nhất                                 | Quy luật sống còn 2 Hồng ân Thái cực quyền Hạnh phúc ảo Bằng chứng thép II Thiếu niên tứ đại danh bổ | —                                                                                         | Top 5     |
| 2009 | Giải thưởng thường niên TVB                                   | Nữ diễn viên phụ xuất sắc nhất                            | Cung tâm kế                                                                                          | Vạn Bảo Hiền                                                                              | Đề cử     |
| 2009 | Giải thưởng thường niên TVB                                   | Nghệ sĩ phổ biến nhất TVB.com                             | — | —                                                                                         | Đề cử     |
| 2010 | Giải thưởng thường niên TVB                                   | Nghệ sĩ phổ biến nhất TVB.com                             | — | —                                                                                         | Đề cử     |
| 2010 | Giải thưởng thường niên TVB                                   | Nữ diễn viên phụ xuất sắc nhất                            | Thiết mã tầm kiều                                                                                    | Vinh Chỉ Tình                                                                             | Đề cử     |
| 2010 | Giải thưởng thường niên TVB                                   | Nữ diễn viên tiến bộ nhất                                 | Thiết mã tầm kiều Công chúa giá đáo                                                                  | —                                                                                         | Top 5     |
| 2011 | Giải thưởng thường niên TVB                                   | Nữ diễn viên chính xuất sắc nhất                          | Đại nội thị vệ                                                                                       | Trác Tử Ngưng                                                                             | Đề cử     |
| 2012 | StarHub TVB Awards                                            | Nữ diễn viên tiến bộ được yêu thích nhất                  | |                                                                                           | Đoạt giải |
| 2014 | Giải thưởng truyền hình châu Á lần thứ 19                     | Nữ diễn viên hài xuất sắc nhất - Được đánh giá cao        | Spouse for House                                                                                     | Jessica Tan                                                                               | Đoạt giải |
| 2014 | TVB Star Awards Malaysia                                      | Nhân vật truyền hình được yêu thích nhất                  | Hàn sơn tiềm long                                                                                    | Đào Hoa Ân Mi Nương                                                                       | Top 15    |
| 2014 | Giải thưởng thường niên TVB                                   | Nữ diễn viên chính xuất sắc nhất                          | Hàn sơn tiềm long                                                                                    | Đào Hoa Ân Mi Nương                                                                       | Đề cử     |
| 2015 | Giải thưởng thường niên TVB                                   | Nữ diễn viên chính xuất sắc nhất                          | Nô lệ nhà ở                                                                                          | Thái Kiên Tinh                                                                            | Đề cử     |
| 2015 | Giải thưởng thường niên TVB                                   | Nữ nhân vật được yêu thích nhất                           | Nô lệ nhà ở                                                                                          | Thái Kiên Tinh                                                                            | Đề cử     |
| 2015 | Giải thưởng thường niên TVB                                   | Phim hay nhất                                             | Nô lệ nhà ở                                                                                          | Thái Kiên Tinh                                                                            | Đề cử     |
| 2015 | TVB Star Awards Malaysia                                      | Top 16 Nhân vật truyền hình được yêu thích nhất           | Nô lệ nhà ở                                                                                          | Thái Kiên Tinh                                                                            | Đoạt giải |
| 2015 | TVB Star Awards Malaysia                                      | Nữ diễn viên chính được yêu thích nhất                    | Nô lệ nhà ở                                                                                          | Thái Kiên Tinh                                                                            | Đề cử     |
| 2015 | StarHub TVB Awards                                            | Nữ diễn viên chính được yêu thích nhất                    | Nô lệ nhà ở                                                                                          | Thái Kiên Tinh                                                                            | Đoạt giải |
| 2016 | Giải thưởng thường niên TVB                                   | Nữ diễn viên chính xuất sắc nhất                          | Định mệnh                                                                                            | Lăng Nhược Phi Trang Dĩnh Nhi Nguyệt Nha công chúa                                        | Đề cử     |
| 2016 | Giải thưởng thường niên TVB                                   | Phim hay nhất                                             | Định mệnh                                                                                            | Lăng Nhược Phi Trang Dĩnh Nhi Nguyệt Nha công chúa                                        | Đề cử     |
| 2016 | StarHub TVB Awards                                            | Nữ nhân vật được yêu thích nhất                           | Định mệnh                                                                                            | Lăng Nhược Phi Trang Dĩnh Nhi Nguyệt Nha công chúa                                        | Đoạt giải |
| 2016 | StarHub TVB Awards                                            | Nữ diễn viên phụ được yêu thích nhất                      | Định mệnh                                                                                            | Lăng Nhược Phi Trang Dĩnh Nhi Nguyệt Nha công chúa                                        | Đề cử     |
| 2016 | StarHub TVB Awards                                            | Giải thưởng quyến rũ và gợi cảm TOKYO BUST EXPRESS        | — | —                                                                                         | Đề cử     |
| 2017 | Giải thưởng điện ảnh châu Âu (European Cinematography Awards) | Nữ diễn viên xuất sắc nhất                                | Once More                                                                                            | Selina                                                                                    | Đoạt giải |
| 2017 | Giải thưởng điện ảnh Los Angeles (Los Angeles Film Awards)    | Nữ diễn viên xuất sắc nhất                                | Once More                                                                                            | Selina                                                                                    | Đoạt giải |
| 2018 | Giải thưởng thường niên TVB                                   | Nữ diễn viên chính xuất sắc nhất                          | Thiên mệnh                                                                                           | Nữu Cô Lộc Lý Hoà Duệ                                                                     | Đề cử     |
| 2018 | Giải thưởng thường niên TVB                                   | Phim hay nhất                                             | Thiên mệnh                                                                                           | Nữu Cô Lộc Lý Hoà Duệ                                                                     | Đề cử     |
| 2018 | Giải thưởng thường niên TVB                                   | Nữ nhân vật được yêu thích nhất                           | Thiên mệnh                                                                                           | Nữu Cô Lộc Lý Hoà Duệ                                                                     | Đề cử     |
| 2018 | Giải thưởng thường niên TVB                                   | Nữ diễn viên chính được yêu thích nhất (Singapore)        | Thiên mệnh                                                                                           | Nữu Cô Lộc Lý Hoà Duệ                                                                     | Top 5     |
| 2018 | Giải thưởng thường niên TVB                                   | Nữ diễn viên chính được yêu thích nhất (Malaysia)         | Thiên mệnh                                                                                           | Nữu Cô Lộc Lý Hoà Duệ                                                                     | Đề cử     |
| 2019 | Giải thưởng Màn ảnh Canada lần thứ 7                          | Nữ diễn viên phụ xuất sắc nhất                            | Máu và nước                                                                                          | Michelle Chang                                                                            | Top 5     |
| 2019 | Giải thưởng Màn ảnh Canada lần thứ 7                          | Trang phục đẹp nhất                                       | — | —                                                                                         | Đoạt giải |
| 2019 | Giải thưởng thường niên TVB                                   | Cặp đôi được yêu thích nhất                               | Tòa nhà Kim Tiêu                                                                                     | Alex Chương Vỹ / Coco Dương Ngọc Hoa Tiêu Vỹ Minh (A Tiêu) / Lưu Húc Huy (Trần Sơn Thông) | Đoạt giải |
| 2019 | Giải thưởng thường niên TVB                                   | Nữ diễn viên chính xuất sắc nhất                          | Tòa nhà Kim Tiêu                                                                                     | Chương Vỹ / Dương Ngọc Hoa                                                                | Top 5     |
| 2019 | Giải thưởng thường niên TVB                                   | Phim hay nhất                                             | Tòa nhà Kim Tiêu                                                                                     | Chương Vỹ / Dương Ngọc Hoa                                                                | Top 3     |
| 2019 | Giải thưởng thường niên TVB                                   | Nữ nhân vật được yêu thích nhất                           | Tòa nhà Kim Tiêu                                                                                     | Chương Vỹ / Dương Ngọc Hoa                                                                | Đoạt giải |
| 2019 | Elite Awards 2019                                             | Ngôi sao nổi tiếng nhất                                   | Tòa nhà Kim Tiêu                                                                                     | Chương Vỹ / Dương Ngọc Hoa                                                                | Đoạt giải |
| 2019 | Giải thưởng truyền hình do khán giả bình chọn 2019            | Khán giả bình chọn kịch bản phim hay nhất                 | Tòa nhà Kim Tiêu                                                                                     | Chương Vỹ / Dương Ngọc Hoa                                                                | Top 5     |
| 2019 | Giải thưởng truyền hình do khán giả bình chọn 2019            | Khán giả bình chọn nữ diễn viên chính xuất sắc nhất       | Tòa nhà Kim Tiêu                                                                                     | Chương Vỹ / Dương Ngọc Hoa                                                                | Đoạt giải |
| 2020 | Giải thưởng truyền hình do khán giả bình chọn                 | Khán giả bình chọn nữ diễn viên chính xuất sắc nhất       | Bằng chứng thép IV                                                                                   | Văn Gia Hy                                                                                | Đề cử     |
| 2020 | Giải thưởng truyền hình do khán giả bình chọn                 | Khán giả bình chọn phân cảnh hay nhất trong phim          | Bằng chứng thép IV                                                                                   | Văn Gia Hy                                                                                | Đề cử     |
| 2020 | Giải thưởng thường niên TVB                                   | Nữ nhân vật được yêu thích nhất                           | Bằng chứng thép IV                                                                                   | Văn Gia Hy                                                                                | Đề cử     |
| 2020 | Giải thưởng thường niên TVB                                   | Nữ diễn viên chính được yêu thích nhất (Khu vực Malaysia) | Bằng chứng thép IV                                                                                   | Văn Gia Hy                                                                                | Đề cử     |
| 2020 | Giải thưởng thường niên TVB                                   | Nữ diễn viên chính xuất sắc nhất                          | Bằng chứng thép IV                                                                                   | Văn Gia Hy                                                                                | Đề cử     |
| 2020 | Giải thưởng truyền hình châu Á lần thứ 25                     | Nữ diễn viên chính xuất sắc nhất                          | Bằng chứng thép IV                                                                                   | Văn Gia Hy                                                                                | Đề cử     |
| 2020 | JOOX Top Music Awards 2020                                    | Hạng 6 đĩa đơn mùa 2                                      | Hai lần duyên                                                                                        | Cùng với Hải Tuấn Kiệt                                                                    | Đoạt giải |
| 2020 | Vòng đầu tuyển chọn Kình ca kim khúc 2020                     | —                                                         | Hai lần duyên                                                                                        | Cùng với Hải Tuấn Kiệt                                                                    | Đoạt giải |
| 2020 | Giải thưởng Kình ca kim khúc                                  | Giải đồng cho ca khúc hợp ca hay nhất                     | Hai lần duyên                                                                                        | Cùng với Hải Tuấn Kiệt                                                                    | Đoạt giải |